# Viana do Castelo
Viana do Castelo (pronunciación portuguesa [viˈɐnɐ ðu kɐʃˈtɛlu]ⓘ) es una ciudad portuguesa situada en la margen derecha del estuario del río Limia; es la capital del municipio y del distrito homónimo, en la comunidad intermunicipal del Alto Miño (NUTS III), perteneciente a la Región estadística del Norte (NUTS II). El clima es lluvioso y suave, en una transición entre el mediterráneo y el oceánico. 

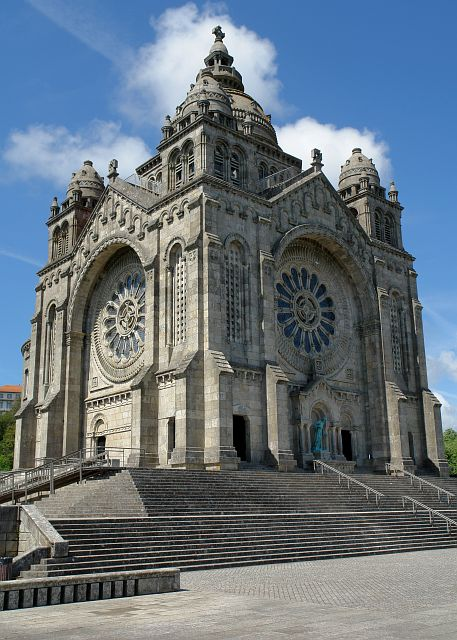
Templo Monumento del Sagrado Corazón de Jesús en Santa Lucía, Viana do Castelo.

## Historia
La ocupación humana de la región de Viana se remonta al Mesolítico, como lo atestiguan numerosos hallazgos arqueológicos (anteriores a la ciudadela prerromana) en el Monte de Santa Luzia.
La ciudad de Viana había recibido fuero de Alfonso III de Portugal el 18 de julio de 1258 y pasó a llamarse Viana da Foz do Lima. Debido a la prosperidad adquirida desde entonces, Viana se convirtió en un importante almacén comercial, construyéndose una torre defensiva (la Torre da Roqueta) con la función de repeler a los piratas gallegos y del norte de África, que buscaban este puerto.
El próspero comercio marítimo con el norte de Europa implicó la exportación de vinos, frutas y sal, y la importación de cuchillería, telas, tapices y vidrio. El espíritu comercial de Viana alcanzó tales proporciones que la reina María II de Portugal concedió un fuero a la extinta Asociación Comercial de Viana do Castelo en 1852. El mismo soberano —para premiar la lealtad de la población de Viana, que no se había rendido ante las fuerzas del Conde de Antas (1847)— decidió elevar la villa a la categoría de ciudad con el nombre de Viana do Castelo (20 de enero de 1848). En el siglo XX, se convirtió en uno de los principales puertos pesqueros de bacalao portugueses.

## Monumentos y lugares de interés
- Catedral de Santa María de la Concepción

- Iglesia matriz de Viana do Castelo

- Castillo del Miño

- Castillo de Santiago de la Barra

- Puente Eiffel

- Desembocadura del río Limia

- Templo de Santa Luzia

- Catedral de Viana do Castelo

- Basílica de Santa Luzia

- Museo de Orfebrería Tradicional

- Barco hospital Gil Eannes

- Citania de Santa Luzia

## Demografía
La ciudad ha tenido un pequeño descenso de la población urbana en relación con 1960, año en que tenía 8779 habitantes, al contrario que el municipio, cuya población aumentó un 10%. Es una población envejecida, con un 23,1% de jóvenes, un 50,4% de adultos y un 26,5% de ancianos, en la que se ha producido una gran disminución de jóvenes, acompañado por un mayor aumento de ancianos. En 1991 tenía 15 562 residentes, distribuidos entre dos parroquias (freguesias): Santa María Maior (9.145 habitantes) y Monserrate (6.417 habitantes).
El municipio cuenta con 85 789 habitantes (2021), distribuidos en cinco freguesias.
| Gráfica de evolución demográfica de Viana do Castelo entre 1864 y 2021 |
|                                                                        |
| Datos según el nomenclátor publicado por el INE portugués.             |

## Geografía

### Clima
Viana do Castelo tiene un clima mediterráneo Csb (templado con verano seco y templado) según la clasificación climática de Köppen con la particularidad de una precipitación anual total muy elevada, en transición a un clima oceánico Cfb.
| Parámetros climáticos promedio de Viana do Castelo-Meadela (normales 1981-2010)            | Parámetros climáticos promedio de Viana do Castelo-Meadela (normales 1981-2010) | Parámetros climáticos promedio de Viana do Castelo-Meadela (normales 1981-2010) | Parámetros climáticos promedio de Viana do Castelo-Meadela (normales 1981-2010) | Parámetros climáticos promedio de Viana do Castelo-Meadela (normales 1981-2010) | Parámetros climáticos promedio de Viana do Castelo-Meadela (normales 1981-2010) | Parámetros climáticos promedio de Viana do Castelo-Meadela (normales 1981-2010) | Parámetros climáticos promedio de Viana do Castelo-Meadela (normales 1981-2010) | Parámetros climáticos promedio de Viana do Castelo-Meadela (normales 1981-2010) | Parámetros climáticos promedio de Viana do Castelo-Meadela (normales 1981-2010) | Parámetros climáticos promedio de Viana do Castelo-Meadela (normales 1981-2010) | Parámetros climáticos promedio de Viana do Castelo-Meadela (normales 1981-2010) | Parámetros climáticos promedio de Viana do Castelo-Meadela (normales 1981-2010) | Parámetros climáticos promedio de Viana do Castelo-Meadela (normales 1981-2010) |
| Mes                                                                                        | Ene.                                                                            | Feb.                                                                            | Mar.                                                                            | Abr.                                                                            | May.                                                                            | Jun.                                                                            | Jul.                                                                            | Ago.                                                                            | Sep.                                                                            | Oct.                                                                            | Nov.                                                                            | Dic.                                                                            | Anual                                                                           |
| ------------------------------------------------------------------------------------------ | ------------------------------------------------------------------------------- | ------------------------------------------------------------------------------- | ------------------------------------------------------------------------------- | ------------------------------------------------------------------------------- | ------------------------------------------------------------------------------- | ------------------------------------------------------------------------------- | ------------------------------------------------------------------------------- | ------------------------------------------------------------------------------- | ------------------------------------------------------------------------------- | ------------------------------------------------------------------------------- | ------------------------------------------------------------------------------- | ------------------------------------------------------------------------------- | ------------------------------------------------------------------------------- |
| Temp. máx. abs. (°C)                                                                       | 24.0                                                                            | 25.0                                                                            | 30.5                                                                            | 31.6                                                                            | 35.6                                                                            | 38.6                                                                            | 38.0                                                                            | 39.5                                                                            | 36.4                                                                            | 32.6                                                                            | 26.2                                                                            | 24.6                                                                            | 39.5                                                                            |
| Temp. máx. media (°C)                                                                      | 14.6                                                                            | 15.5                                                                            | 17.9                                                                            | 18.5                                                                            | 20.7                                                                            | 24.5                                                                            | 26.3                                                                            | 26.4                                                                            | 24.8                                                                            | 20.9                                                                            | 17.4                                                                            | 15.2                                                                            | 20.2                                                                            |
| Temp. media (°C)                                                                           | 9.8                                                                             | 10.5                                                                            | 12.7                                                                            | 13.7                                                                            | 15.9                                                                            | 19.2                                                                            | 20.8                                                                            | 20.8                                                                            | 19.2                                                                            | 16.1                                                                            | 12.8                                                                            | 10.8                                                                            | 15.2                                                                            |
| Temp. mín. media (°C)                                                                      | 4.9                                                                             | 5.5                                                                             | 7.4                                                                             | 8.8                                                                             | 11.1                                                                            | 13.9                                                                            | 15.3                                                                            | 15.1                                                                            | 13.7                                                                            | 11.2                                                                            | 8.1                                                                             | 6.4                                                                             | 10.1                                                                            |
| Temp. mín. abs. (°C)                                                                       | -3.9                                                                            | -2.8                                                                            | -3.7                                                                            | -0.4                                                                            | 0.8                                                                             | 5.5                                                                             | 9.0                                                                             | 8.0                                                                             | 7.0                                                                             | 2.4                                                                             | -1.2                                                                            | -5.1                                                                            | -5.1                                                                            |
| Lluvias (mm)                                                                               | 189.9                                                                           | 168.0                                                                           | 105.3                                                                           | 117.7                                                                           | 105.5                                                                           | 56.1                                                                            | 28.4                                                                            | 30.6                                                                            | 95.7                                                                            | 163.9                                                                           | 180.8                                                                           | 228.3                                                                           | 1470.2                                                                          |
| Días de lluvias (≥ 0.1 mm)                                                                 | 16.3                                                                            | 15.0                                                                            | 13.9                                                                            | 15.3                                                                            | 14.5                                                                            | 9.2                                                                             | 6.6                                                                             | 6.5                                                                             | 9.0                                                                             | 15.0                                                                            | 15.0                                                                            | 17.3                                                                            | 153.6                                                                           |
| Horas de sol                                                                               | 127.9                                                                           | 130.0                                                                           | 182.5                                                                           | 206.9                                                                           | 234.7                                                                           | 270.6                                                                           | 300.5                                                                           | 285.9                                                                           | 211.8                                                                           | 167.0                                                                           | 136.5                                                                           | 114.9                                                                           | 2369.2                                                                          |
| Fuente: Instituto Português do Mar e da Atmosfera (precipitación y horas de sol 1971-2000) |                                                                                 |                                                                                 |                                                                                 |                                                                                 |                                                                                 |                                                                                 |                                                                                 |                                                                                 |                                                                                 |                                                                                 |                                                                                 |                                                                                 |                                                                                 |

### Organización territorial
El municipio de Viana do Castelo está formado por veintisiete freguesias:
- Afife
- Alvarães
- Amonde
- Anha
- Areosa
- Barroselas e Carvoeiro
- Cardielos e Serreleis
- Carreço
- Castelo do Neiva
- Chafé
- Darque
- Freixieiro de Soutelo
- Geraz do Lima e Deão
- Lanheses
- Mazarefes e Vila Fria
- Montaria
- Mujães
- Nogueira, Meixedo e Vilar de Murteda
- Outeiro
- Perre
- Santa Marta de Portuzelo
- São Romão de Neiva
- Subportela, Deocriste e Portela Susã
- Torre e Vila Mou
- Viana do Castelo (Santa Maria Maior e Monserrate) e Meadela
- Vila de Punhe
- Vila Franca